# Азерг
Азерг (фр. Azergues) је река у Француској. Дуга је 62 km. Улива се у Саону. 